# Ascensión De Gregorio Sedeño
Ascensión De Gregorio Sedeño (Sarrià, Barcelona, 9 de juliol de 1917-Madrid, 12 d'abril de 1993) va ser una jurista i activista catalana.

## Biografia
Va néixer al districte barceloní de Sarrià el 1917. Els seus pares van ser Ángel de Gregorio Spino, natural d'Andújar però descendent d'italians procedents de Rivello, i Ascensión Sedeño Giménez, natural de Còrdova. Durant la seva infància i joventut va viure a Barcelona, Madrid, París i l'Havana. En aquesta, en la qual la seva família va viure entre 1923 i 1936, va iniciar els seus estudis bàsics, al col·legi de les religioses de Jesús-María a Alta Havana, finalitzant-los a Madrid. A causa de la Guerra Civil i a la defunció del seu pare no va poder continuar els seus estudis de Filosofia i Lletres a la Universitat Central, per la qual cosa posteriorment va estudiar Dret. El 1948 es va casar amb el diplomàtic cubà d'origen espanyol Rosendo Canto, amb qui va tenir dues filles, la major de les quals és Alicia Canto. A causa de les destinacions diplomàtiques de Rosendo la família va viure a Costa Rica, Corea i Taiwan fins que el 1959 es van traslladar a Madrid.
Conscienciada per l'absència de drets de les dones a Espanya, es va dedicar la resta de la seva vida a aquesta causa. Va ser cofundadora, vicepresidenta (entre 1963 i 1973) i presidenta (entre 1973 i 1975) de l'Associació Nacional de Mestresses de casa d'Espanya, fundada per la seva mare en 1963. Va ser membre, juntament amb María Telo, de la Comissió d'Estudis a Espanya de la Federació Internacional de Dones de Carreres Jurídiques (1969), i va ser cofundadora, també amb María Telo, de l'Associació Espanyola de Dones Juristes (1971) i la seva sòcia d'honor (1983). Així mateix va ser membre de la Federació Internacional de Dones de Carreres Jurídiques, i vocal i després secretària de la Federació Europea de Dones Juristes. Va ser secretària general (entre 1975 i 1977) i presidenta nacional (entre 1977 i 1984) de la Federació Espanyola d'Associacions de Mestresses de casa, Consumidors i Usuaris (FEACCU).
El 1981 va figurar entre les 100 espanyoles més influents, segons la revista Actualidad Económica, i va ser la primera dona a pertànyer a diversos organismes, com l'Institut Nacional del Consum i el Fons d'Ordenació i Regulació de Preus i Productes Agraris (FORPPA). Per aquesta última labor va rebre la Medalla al Mèrit Agrícola. Un dels seus projectes, la Llei de Bases per a la Seguretat Social del Mestressa de casa, que reconeixia a aquest col·lectiu el seu valor com a força econòmica, va ser presentada dues vegades al Congrés dels Diputats (en 1981 i 1992), però no va arribar a debatre's. El 1984 va deixar la presidència de la FEACCU i es va retirar, morint a Madrid el 12 d'abril de 1993.